# قناة بلقيس
قناة بلقيس قناة فضائية يمنية، سياسية شبابية، تأسست نهاية العام 2014، تملكها الناشطة اليمنية توكل كرمان الحائزة على جائزة نوبل للسلام لدورها في ثورة 2011 في اليمن وأختيرت مدينة إسطنبول كمقر رئيسي لقناة بلقيس نظراً لعدم إستقرار اليمن بعد انقلاب الحوثي في 21 سبتمبر 2014 وافتتحت مكتباً لها في صنعاء في يناير 2015 تديره شركة روما ميديا للإنتاج التلفزيوني وهي الشركة المشغلة للقناة في اليمن وبدأت بإنشاء شبكة مراسلين إخباريين في عموم المحافظات اليمنية. بدأ البث الترويجي للقناة في 11 فبراير 2015 تزامناً مع ذكرى ثورة 11 فبراير الشبابية الشعبية السلمية اليمنية أو ثورة الشباب، ثم بدأ البث التجريبي في 18 مارس 2015 لتخليد ذكرى شهداء مجزرة جمعة الكرامة الشهيرة عام 2011، لينطلق البث الرسمي للقناة في 11 مايو 2015 تخليداً لشهداء مجزرة بنك الدم في صنعاء عام 2011، هاجم الحوثيون مقر القناة بصنعاء في 26 أبريل من عام 2015 فيما عرف بمجزرة الإعلام اليمني حيث اقتحمت المليشيا الحوثية جميع القنوات والمواقع الإخبارية اليمنية غير الموالية لها ونهبت محتوياتها عقب إنطلاق أعمال ما أسميت بعاصفة الحزم العسكرية من قبل التحالف العربي لدعم الشرعية، في منتصف العام 2016 افتتحت القناة مكتبها في عدن ومن هناك بدأت في إنتاج أولى برامجها التلفزيونية من داخل اليمن.

## إغلاق القناة ثم إعادة بثها
وقد اقتحمت مليشيات الحوثي مقر القناة بشهر نيسان 2015 واستولت على معداتها ضمن مهاجمتها مقرات وسائل إعلام أخرى في صنعاء.
مما دعا إدارة القناة لإعادة البث من خارج اليمن.

## ابرز البرامج
فصول | عن العيد والفن والجمهورية